# El círculo de costura
Como «El círculo de costura», en inglés The Sewing Circle, se ha denominado un grupo privado de mujeres homosexuales y bisexuales de Hollywood. El grupo existió durante la llamada «Época de Oro de Hollywood» en los años de 1910 a 1969. Al Círculo pertenecían ídolos del cine como Greta Garbo, Marlene Dietrich, Joan Crawford y Barbara Stanwyck, así como la poetisa y guionista Mercedes de Acosta. El Círculo mantuvo su existencia en secreto, pues el código de conducta de Hollywood no permitía en la época la aparición de la homosexualidad en el cine, ni que personas cuya homosexualidad fuera conocida públicamente trabajasen en la industria. Sobre todo en el caso de las grandes estrellas, esto se prohibía con las correspondientes cláusulas contractuales. El Círculo de costura se asemejaba al Círculo de Bloomsbury, al que también pertenecían Virginia Woolf y Vita Sackville-West.

## Hollywood
Hollywood, con sus grandes estudios cinematográficos como MGM, Paramount Pictures, 20th Century Fox y Warner Brothers, era en la época sinónimo de éxito, brillo y glamour en la industria del cine. Sin embargo, los estudios y sus actores estaban sujetos a estrictas leyes, que estaban aseguradas por contratos o estaban predeterminadas socialmente, si se deseaba conseguir el éxito comercial, y que se exacerbaron con el paso de los años.

### Los locos años veinte
El escándalo Arbuckle y otros casos similares que afectaron a estrellas del cine, escandalosos a ojos del público, alarmaron a los estudios de cine. Los estudios recogieron «cláusulas morales» en sus contratos, que preveían la anulación del contrato en el caso de que la vida privada se viese ventilada en público.
Para evitar más daños a la imagen de la industria, en 1922 se encargó y se le dieron plenos poderes a William H. Hays, director de la Motion Pictures Producers and Distributors of America (Productores y distribuidores de cine de América), para controlar la moral de la industria cinematográfica. El código introducido por Hays, el Motion Picture Production Code (Código de producción de cine) —el código de autocensura de la industria del cine— era muy radical y concreto. Por ejemplo, una referencia directa en el argumento a la homosexualidad estaba prohibida. 
La aparición del cine sonoro representaba para la industria otra amenaza a la moral del público americano, puesto que lo que hasta entonces se había expresado en el cine mudo mediante pantomima, gestos, guiños e insinuaciones, ahora podía ser oído.

### La década de 1930
Durante la década de 1930, Emma Goldman y Edith Ellis defendieron con rebeldía y bien alto los derechos de las mujeres y sobre todo el derecho a voto, pero el amor sáfico solo era mencionado como mucho en voz baja. La National League of Decency (Liga nacional de la decencia), una asociación aconfesional y en la que las mujeres representaban una mayoría, defendieron e impulsaron el recrudecimiento del código en 1932 y en su forma definitiva de 1934, que prohibía, entre otras cosas, cualquier forma de representación de la homosexualidad en el cine.
Greta Garbo, Marlene Dietrich y Joan Crawford eran mujeres fatales en el cine, que supieron explotar a la perfección el amplio espectro de ambigüedad sexual y subrayaron su carácter andrógino vistiendo ropa masculina; escenas sexuales explícitas o sentimientos inconformistas, en cambio, no eran aceptados por el público. Tanto homosexuales como lesbianas tenían costumbre de casarse, tanto en el cine como en forma privada, para evitar el ostracismo. El homosexual más famoso de finales del siglo XIX y principios del XX, Oscar Wilde, estaba casado y tenía hijos. De igual forma, las lesbianas de Hollywood buscaban protección y aceptación social en los llamados «matrimonios lila» con otros actores, que a menudo también eran homosexuales. Un caso típico fue el matrimonio de Marlene Dietrich, que vivió 37 años con otra mujer, con Rudolf Sieber.
Tanto en la novela como en la literatura médica de la década de 1930, las lesbianas son representadas como figuras neuróticas, trágicas y absurdas. Esta imagen no era compatible con la de diosa del sexo que transmitían de forma subliminal las películas. Al contrario que en la actualidad, la homosexualidad era ocultada o desmentida, a pesar de que en la actualidad la homosexualidad también representa una dificultad en la industria del cine. Entre las ironías de la situación, se puede considerar que, gracias a la ocultación de su tendencia sexual, Greta Garbo aumentó considerablemente el nimbo del misterio y la atracción alrededor de ella.

### La era McCarthy
A partir de 1938 la situación de los homosexuales se dificultó aún más, ya que su «estilo de vida» no se consideraba que correspondiese al normal way of life («modo de vida normal»). El Comité de Actividades Antiamericanas se creó en 1938 dentro del Congreso de los EE. UU., entre otras cosas, para despedir a personas que siguieran «actividades antiamericanas» y subversivas de sus trabajos en oficinas públicas. El comité se disolvió en 1975; hasta ese momento la homosexualidad se consideraba una fuente de peligro potencial para la «infiltración» y como posibilidad de quitar de en medio personas incómodas.
La industria del cine de Hollywood temía, al igual que otras personas públicas, aparecer en las listas negras de McCarthy, que luego eran estrechamente observadas por el Comité.

## El Círculo
Hollywood es un suburbio de Los Ángeles, que en 2008 tenía unos 300 000 habitantes. Los grandes estudios se encontraban en los suburbios y la filmación de escenas exteriores se realizaba a menudo en la misma área. Por esta razón, la mayoría de las estrellas del cine vivían en o cerca de Hollywood durante la «Era Dorada». 
Los asuntos privados no llegaban a ser conocidos por el público, pero dentro de la industria no había secretos. El origen de la denominación «círculo de costura» o «club de costura» no está claro. Lo que es seguro es que Alla Nazimova (madrina de Nancy Reagan) empleó el término en la década de 1920 para referirse a un grupo de lesbianas al que pertenecía su amante, la sobrina de Oscar Wilde, Dorothy, varias actrices y autoras.
Diez años más tarde el término «círculo de costura» se refería al grupo de mujeres que se reunían en torno a Marlene Dietrich y poco a poco fue haciéndose sinónimo de una red informal de mujeres lesbianas o bisexuales de la industria de las «artes interpretativas». Sus miembros daban importancia a la discreción. Por ello las reuniones eran por lo general en un marco privado con un círculo reducido de personas de confianza y menos a menudo en bares como el Big House en el Hollywood Boulevard o en el Lakeshore Bar cerca de lo que ahora es el MacArthur-Park, un bar que frecuentaban las lesbianas «normales». Términos como «lesbianismo» o «lesbianas», que todavía en la década de 1960 estaban prohibidos por el código de Hollywood, también eran rechazados en el Círculo. Mujeres que amaban a mujeres usaban una terminología poco precisa o se esforzaban en evitar nombres. Para muchas, sus relaciones eran apariciones especiales y aisladas, a las que daban a menudo un barniz de amistad platónica si era necesario. Pocas de las mujeres pertenecientes al «ambiente lésbico» eran invitadas a las fiestas que se realizaban en casas privadas.
A pesar de todo, en 1932, Vanity Fair publicó fotos de Garbo y Dietrich con el pie «Dos miembros del mismo club». Otras revistas llamaron a Garbo y Dietrich como «caballeros de los corazones». Fueron excepciones, puesto que los jefes de publicidad de los estudios, como Howard Strickling de MGM, Perry Lieber de Paramount y Harry Brand de Fox, crearon con declaraciones estudiadas a los medios de comunicación la imagen de sus protegidas. Por ejemplo, la legendaria frase de Garbo, «quiero estar sola», no es de ella, sino que fue una invención del experto en publicidad de MGM Pete Smith. Rumores sobre la posible homosexualidad eran neutralizados con información sobre amoríos y relaciones con colegas actores masculinos, habitualmente pertenecientes al mismo estudio.

## Romances conocidos
- Greta Garbo y Mercedes de Acosta:[5][6]
La actriz y la guionista se conocieron en 1929 en Hollywood. La relación fracasó finalmente porque Greta Garbo evitaba conscientemente cualquier apariencia de tener una relación con alguien. En la época, Garbo era la estrella mejor pagada de MGM y aún hoy es considerada la inaccesible divina.

- Marlene Dietrich y Mercedes de Acosta.[6]

- Marlene Dietrich y Claudette Colbert.

- Joan Crawford y Katharine Cornell:
Crawford era tres años más joven que Garbo y estaba entonces casada con Douglas Fairbanks Jr. Era muy agresiva con ambos sexos y tuvo, además de muchos amantes masculinos, innumerables amantes femeninas. Katharine Cornell estaba casada con el productor de Broadway, Guthrie McClintic.

- Joan Crawford y Marilyn Monroe: 
Un breve flirteo a principios de los 50.[7]

- Barbara Stanwyck y Joan Crawford: 
Casada con Frank Fay, comenzó una aventura con Joan Crawford. Parece que también intentó seducir a Bette Davis durante la filmación de A star is born.

- Barbara Stanwyck y Ava Gardner.

- Dorothy Arzner y Marion Morgan:
Directora de cine la primera y bailarina la segunda, fueron pareja y vivieron juntas desde 1927 hasta la muerte de Morgan en 1971.[8]

- Tallulah Bankhead y Mae West.

- Joan Crawford y Bette Davis
A pesar de su rivalidad y odio mutuos, Joan intentó seducir a Bette en varias ocasiones sin resultados porque ella era heterosexual. Aludiendo a la promiscua bisexualidad de Joan, Bette diría: "Se ha acostado con todas las estrellas de la Metro, excepto la perra Lassie"[9]